# Мьо Мин Латт
Мьо Мин Латт (бирм. မျိုးမင်းလတ်; 20 февраля 1995) — мьянманский футболист, вратарь клуба «Шан Юнайтед» и сборной Мьянмы.

## Карьера

### Клубная карьера
Мьо начал свою профессиональную карьеру в клубе «Зея Шве Мье». В 2015 году он перешёл в «Канбоза», выступающий в чемпионате Мьянмы.

### В сборной
Латт в составе молодёжной сборной Мьянмы (до 20 лет) играл в финальной части чемпионата мира 2015 в Новой Зеландии. Голкипер принял участие во всех трёх матчах своей команды на турнире
7 сентября 2015 года Мьо дебютировал в главной национальной команде в товарищеском матче со сборной Новой Зеландии.